# قیصومه
القیصومة (به عربی: القیصومة) یک منطقهٔ مسکونی در عربستان سعودی است که در استان شرقی (عربستان سعودی) واقع شده‌است.